# Seznam clermontských biskupů a arcibiskupů

## Auvergneští biskupové
Původně vznikla auvergneská diecéze v městě Arvernis, centru keltského kmene Arvernů.
- Svatý Austremon (3. až 4. stol.).
- Urbicus
- Legonius
- Svatý Illidius, fr. Allyre († okolo 384) ou Illidius ou Alyre
- Nepotianus
- Sv. Arthemius (Parthemius)
- Venerandus, († 423)
- Sv. Rusticus
- Sv. Namatius
- Eparchius
- Svatý Sidonius Apollinaris (471–486)
- Aprunculus
- Eufrasius († 515)
- Apollinaris II. (515 ?)
- Sv. Quintianus (okolo 523)
- Sv. Gallus I. (okolo 486/525 – 551)
- Cautinus (asi 554 – 572)
- Sv. Avitus I. (572–594)
- Sv. Desideratus (Desiratus) (594–615)
- Sv. Avolus (615–620)
- Sv. Justus (620–627)
- Caesarius (627)
- Augustinus (po 625)
- Sv. Gallus II. (okolo 650)
- Sv. Genesius († 662)
- Gyroindus
- Sv. Felix
- Garivaldus
- Sv. Prejectus (Priest, Prix, † 676)
- Avitus II (676–691)
- Sv. Bonitus (Bonnet, 623–710) (691–701)
- Nordebertus
- Proculus
- Stephanus (761)
- Adebertus (785)
- Bernouin (doložen 811)
- Stabilis (823 ? – 860 ?)
- Sigo (zmíněn 863)
- Egilmar (875 ? – 891 ?)
- Adalard (910)
- Arnold (okolo 912)
- Bernard
- Štěpán II. (cca 942 – 984)
- Begon (cca 980 – cca 1010)
- Štěpán III. (cca 1010 – cca 1014)
- Štěpán IV. (1014 – cca 1025)
- Rencon (1030 – 1053)
- Štěpán V. de Polignac (cca 1053 – 1073)
- Guillaume de Chamalières (1073–1077)
- Durand (1077–1095)
- Guillaume de Baffie (1096–1103)
- Pierre Roux (1104–1111)
- Aimeric (1111–1150)
- Štěpán VI. de Mercoeur (1151–1169)

## Clermontští biskupové
Auvergneští biskupové jsou od roku 1160 zváni biskupové clermontští. V roce 1317 byla z clermontské diecéze vyčleněna diecéze Saint-Flour.
- Ponce de Polignac (1170–1189)
- Gilbert (1190–1195)
- Robert d'Auvergne (1195–1227)
- Hughes de la Tour du Pin (1227–1249) † 1249
- Guy de la Tour du Pin (1250–1286)
- Aimar de Croc (1286–1297)
- Jean Aycelin de Montaigut (1298–1301)
- Petrus de Alvernia (1302–1304)
- Aubert Aycelin de Montaigut (1307–1328)
- Arnaud Roger de Comminges (1328–1336)
- Raymond d'Aspet (1336–1340)
- Étienne Aubert (1340–1342)
- Pierre d'André (1342–1349) † 1368
- Pierre d'Aigrefeuille (1349–1357)
- Jean de Mello (1357–1376)
- Henri de La Tour (1376–1415)
- Martin Gouge de Charpaignes (1415–1444)
- Jacques de Comborn (1445–1474)
- Antoine Allemand (1475–1476)
- Charles II. de Bourbon (1476–1488)
- Charles de Bourbon (1489–1504)
- Jacques d'Amboise OSB (1505–1516)
- Thomas Duprat (1517–1528)
- Guillaume Duprat (1529–1560)
- kardinál Bernardo Salviati (1561–1567)
- Antoine de Saint-Nectaire (1567–1584)
- kardinál François de La Rochefoucauld (1585–1610)
- Antoine Rose (1610–1614)
- Joachim d'Estaing (1614–1650)
- Louis d'Estaing (1650–1664)
- Gilbert de Vény d'Arbouze (1664–1682)
- Michel de Castagnet (jmenován, ale nedostal bulu)
- Claude II. de Saint-Georges (1684–1687)
- François Bochart de Saron (1687–1715)
- Louis de Balzac Illiers d'Entragues (1716–1717)
- Jean-Baptiste Massillon (1717–1742)
- François-Marie Le Maistre de La Garlaye (1743–1775)
- François de Bonal (1776–1800)
  - Jean-François Périer (1791–1802), ústavní biskup Puy-de-Dôme

## Diecéze clermontská obnovená po francouzské revoluci
- Charles-Antoine-Henri Du Valk de Dampierre (1802–1833)
- Louis-Charles Féron (1833–1879)
- kardinál Jean-Pierre Boyer (1879–1892)
- Pierre-Marie Belmont (1893–1921)
- Jean-François Marnas (1921–1932)
- Gabriel Piguet (1933–1952)
- Pierre de La Chanonie (1953–1973)
- Jean Dardel (1974–1995)
- Hippolyte Simon (1996–2002; poté arcibiskup)

## Clermontští arcibiskupové (po roce 2002)
- Hippolyte Simon (2002–2016)
- François Kalist (od 2016)